# Raymundo Beltrán
Raymundo Beltrán est un boxeur mexicain né le 23 juillet 1981 à Los Mochis.

## Carrière
Passé professionnel en 1999, il devient champion d'Amérique du Nord NABF des poids légers en 2012 puis fait match nul contre le champion du monde WBO de la catégorie, l'écossais Ricky Burns, le 7 septembre 2013. Beltrán remporte l'année suivante la ceinture nord américaine NABO des poids légers mais perd face au champion WBO Terence Crawford le 29 novembre 2014. 
Le boxeur mexicain conserve néanmoins sa ceinture nord-américaine NABO et remporte à nouveau la ceinture NABF en 2016. Il bat alors Mason Menard, Jonathan Maicelo puis Bryan Vasquez et se voit offrir une troisième chance mondiale pour le titre vacant WBO des poids légers le 16 février 2018. Il s'impose cette fois aux points face à Paulus Moses.
Le 25 août 2018 à Glendale en Arizona, Raymundo Beltran remet en jeu sa ceinture de WBO des poids légers face à José Pedraza mais s'incline aux points.